# George P. Wetmore

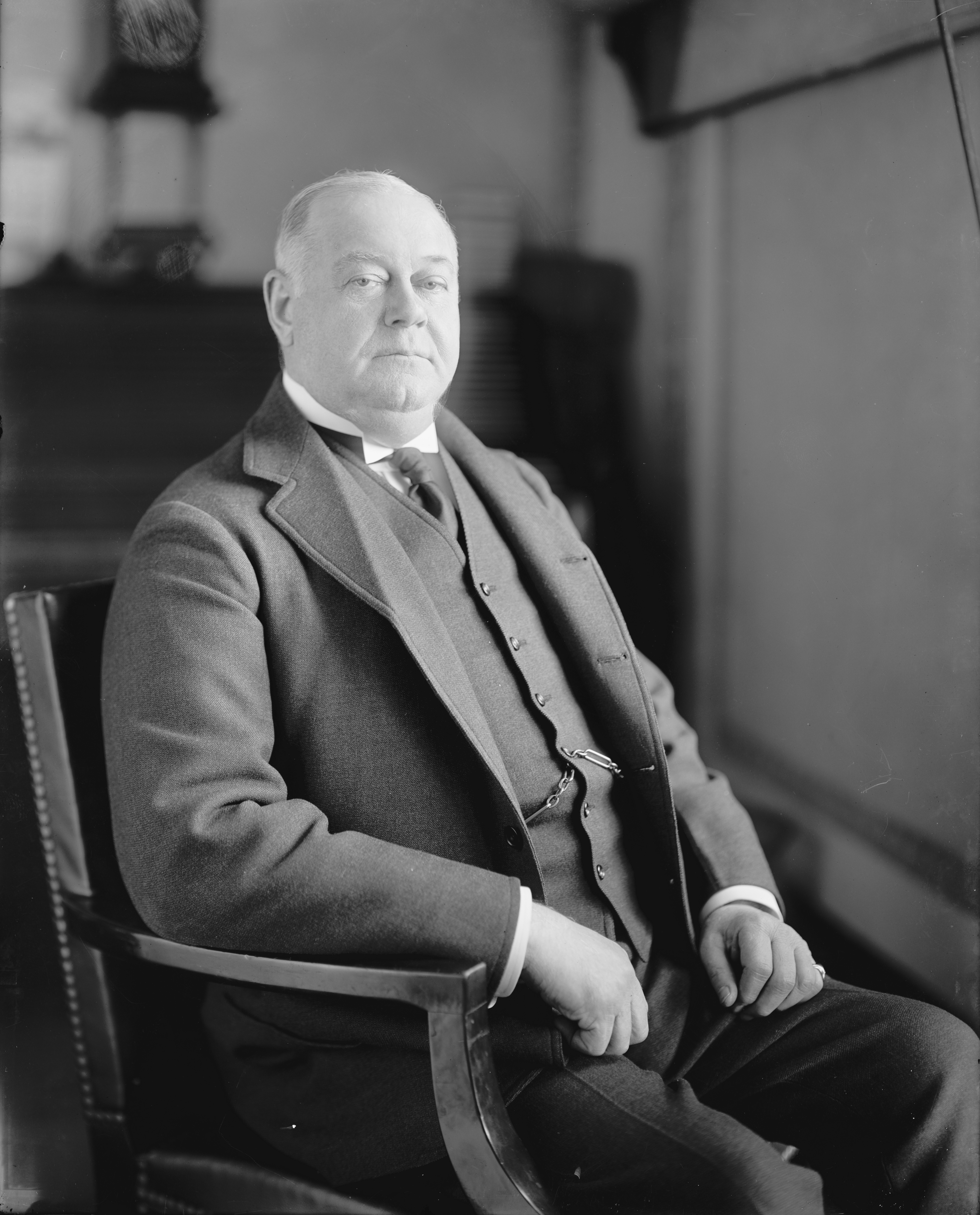
George P. Wetmore

George Peabody Wetmore (* 2. August 1846 in London, England; † 11. September 1921 in Boston, Massachusetts) war ein US-amerikanischer Politiker und von 1885 bis 1887 Gouverneur des Bundesstaates Rhode Island. Außerdem vertrat er zwischen 1895 und 1913 seinen Staat im US-Senat.

## Frühe Jahre und politischer Aufstieg
George Wetmore wurde während einer Auslandsreise seiner Eltern in London geboren. Er genoss zunächst eine private Erziehung und besuchte dann bis 1867 die Yale University. Danach studierte er bis 1869 an der juristischen Fakultät der Columbia University in New York Jura, ohne allerdings jemals als Anwalt zu arbeiten. Politisch wurde Wetmore Mitglied der Republikanischen Partei. In den Jahren 1880 und 1884 war er jeweils Wahlmann für seine Partei bei den Präsidentschaftswahlen.

## Gouverneur von Rhode Island
Im Jahr 1885 wurde George Wetmore zum Gouverneur von Rhode Island gewählt. Nach einer Wiederwahl im folgenden Jahr konnte er dieses Amt zwischen dem 26. Mai 1885 und dem 31. Mai 1887 ausüben. Bei den Wahlen des Jahres 1887 unterlag er gegen John Davis, den Kandidaten der Demokraten. Seine Amtszeit als Gouverneur verlief ohne besondere Vorkommnisse.

## Wetmore im US-Senat
Nach dem Ende seiner Gouverneurszeit wurde Wetmore Mitglied einer Kommission, die den Bau des neuen State House in Rhode Island plante und überwachte. Im Jahr 1889 kandidierte Wetmore erfolglos für einen Sitz im US-Senat. 1894 schaffte er dann doch den Sprung in diese Kammer des US-Kongresses. Am 4. März 1895 trat er die Nachfolge von Nathan F. Dixon an. Im Jahr 1900 wurde er von der Legislative von Rhode Island in diesem Amt bestätigt. Sechs Jahre später musste er sich nicht nur dem demokratischen Herausforderer Robert H. Goddard, sondern mit Samuel P. Colt auch einem Rivalen aus der eigenen Partei stellen. Die Legislative konnte sich lange nicht auf einen der Kandidaten einigen, so dass der Senatssitz zehn Monate lang unbesetzt blieb. Nachdem schließlich Colt seine Bewerbung zurückgezogen hatte, wurde Wetmore erneut gewählt. Mit Ausnahme einer Unterbrechung zwischen dem 4. März 1907 und dem 22. Januar 1908 war Wetmore zwischen dem 4. März 1895 und dem 3. März 1913 als Senator tätig. Eine erneute Kandidatur im Jahr 1912 lehnte er ab.
Im Senat war er Vorsitzender in zwei Ausschüssen (Committee on Manufacturers und Committee on the Library). Wetmore unterstützte den Aufbau der US-Flotte und er war Mitglied zahlreicher Kommissionen zur Errichtung von Denkmäler für historische Persönlichkeiten der amerikanischen Geschichte wie Abraham Lincoln oder Ulysses S. Grant. Nach seinem Ausscheiden ging sein Mandat an LeBaron Bradford Colt.

## Privatleben und Lebensabend
Wetmore war auch kulturell sehr aufgeschlossen. Er gehörte zu den Mitbegründern der Metropolitan Opera in New York und war Kurator des Peabody Museum of Natural History. Außerdem gründete er einen Jockey-Klub und engagierte sich in der Pferdezucht. Er war Mitglied zahlreicher Organisationen und Vereinigungen, die sich mit der Kultur oder dem Pferdesport beschäftigten. Senator Wetmore war seit 1869 mit Edith Malvina Ketettas verheiratet, mit der er vier Kinder hatte. Er starb im September 1921.